# Heinz Preussner
Heinrich Heinz Karl Wilhelm Preussner (* 22. Oktober 1900 in Berlin; † nach 1945, 1950 für tot erklärt; oft kurz Heinz Preussner) war ein deutscher Jurist und Staatsbeamter.

## Leben und Wirken
Nach dem Schulbesuch studierte Heinz Preussner Rechtswissenschaften. Er wurde Mitglied der Burschenschaft Prussia Berlin im ADB. Mit Assessordienstalter vom 21. Juli 1931 wurde er in den Staatsdienst aufgenommen. 1932 war er in Frankfurt an der Oder tätig. Zum 1. März 1932 trat Preussner der NSDAP bei (Mitgliedsnummer 962.421).
Zum April 1933 wurde Heinz Preussner unmittelbar nach der Gründung des Geheimen Staatspolizeiamtes auf Empfehlung des brandenburgischen Oberpräsidenten Wilhelm Kube aus der Justizverwaltung in dieses abgeordnet und mit der Leitung des Dezernats VII (Zentrum, Kulturpolitik) betraut. Er verfügte über keine polizeilichen Vorerfahrungen. Ende 1933 war Preussner vorübergehend im Auftrag der Gestapo bei der Regierung in Trier tätig. Zum 1. Februar 1934 wurde er von Diels wieder dem Justizministerium zur Verfügung gestellt und von dort der allgemeinen Verwaltung überwiesen. Die offizielle Begründung Diels waren mangelhafte Arbeitsleistungen.
Im Jahr 1936 wurde Heinz Preussner zum Landgerichtsrat ernannt und 1937 dem Volksgerichtshof als Bearbeiter von Voruntersuchungen zugeteilt. Während dieser Zeit hatte er mehrere verschiedene Ämter in NSDAP-Gremien inne. Von 1941 bis 1945 amtierte er dann schließlich als Richter am Volksgerichtshof.
Preussner wurde 1950 für tot erklärt.
Christoph Graf urteilte, dass Preussner als Parteimitglied, das auf nachdrückliche Empfehlung führender Parteistellen zum Gestapobeamten wurde, eines jener Beispiele sei, die das Bild von der nazifernen Gestapo unter Rudolf Diels widerlegen würden und dass es daher auch bezeichnend sei, dass er seine Laufbahn später in derjenigen Justizbehörde gemacht habe, „die am eindeutigsten nationalsozialistische Willkürjustiz verkörpert“ habe.

## Ehe und Familie
Preussner heiratete am 11. Oktober 1933 in Friedenau Charlotte Elisabeth, geb. Pohlmann (* 11. Oktober 1898 in Berlin).